# پارک آلن (میشیگان)
پارک آلن، میشیگان (به انگلیسی: Allen Park, Michigan) یک شهر در ایالات متحده آمریکا با جمعیت ۲۸٬۲۱۰ نفر است که در میشیگان واقع شده‌است.